# Приз екуменічного журі
«Приз екумені́чного журі́» (фр. Prix du Jury Œcuménique) — незалежна кінонагорода, яка вручається на різних міжнародних кінофестивалях з 1973 року. Нагорода була створена християнськими кіномитцями, кінокритиками та усіма іншими людьми, причетними до кінематографу. Вона вручається як за мистецьку якість фільму, так і релігійну, соціальну та гуманістичну проблематику. Екуменічне журі складається з 6 членів, які обираються Католицьким кіноцентром (SIGNIS) та протестантським «Інтерфільмом». SIGNIS та «Інтерфільм» призначають екуменічне журі на різних міжнародних кінофестивалях, включаючи Каннський кінофестиваль, Берлінський кінофестиваль, міжнародний кінофестиваль у Локарно, Монреальський світовий кінофестиваль, кінофестиваль у Карлових Варах та київський міжнародний кінофестиваль «Молодість».

## Лауреати

### Канни (з 1974)
Фільми з різних країн здобували приз екуменічного журі на Каннському кінофестивалі. Більшість фільмів, які отримали цю нагороду, з європейських країн, переважно з Італії, Німеччини та Польщі. Андрій Тарковський —єдиний, хто отримав приз тричі. Саміра Махмальбаф — єдина жінка-режисер, яка отримала нагороду. Вона та її батько Мохсен Махмальбаф були єдиними режисерами з мусульманської країни до 2013 року, коли приз отримав Асгар Фархаді. Інші країни, які не є християнськими та які отримали нагороду, це Японія та Китай. На Каннському кінофестивалі 2009 екуменічне журі вперше вручило антинагороду фільму Антихрист Ларса фон Трієра.
| Рік  | Фільм                                                                | Режисер                      | Країна             |
| ---- | -------------------------------------------------------------------- | ---------------------------- | ------------------ |
| 1974 | Страх з'їдає душу (Angst essen Seele auf)                            | Райнер Вернер Фассбіндер     | ФРН                |
| 1975 | Кожний за себе і бог проти всіх (Jeder für sich und Gott gegen alle) | Вернер Герцоґ                | ФРН                |
| 1976 | Нагороду не присуджували                                             |                              |                    |
| 1977 | Мереживниця (La dentellière)                                         | Клод Ґоретта                 | Франція            |
| 1978 | Дерево для черевиків (L'albero degli zoccoli)                        | Ерманно Олмі                 | Італія             |
| 1979 | Без наркозу                                                          | Анджей Вайда                 | Польща             |
| 1979 | Сталкер                                                              | Андрій Тарковський           | СРСР               |
| 1980 | Константа (Constans)                                                 | Кшиштоф Зануссі              | Польща             |
| 1981 | Людина із заліза (Człowiek z żelaza)                                 | Анджей Вайда                 | Польща             |
| 1982 | Ніч Святого Лоренцо (La notte di San Lorenzo)                        | Паоло та Вітторіо Тавіані    | Італія             |
| 1983 | Ностальгія                                                           | Андрій Тарковський           | Італія             |
| 1984 | Париж, Техас                                                         | Вім Вендерс                  | ФРН                |
| 1985 | Офіційна версія (La historia oficial)                                | Луїс Пуенсо                  | Аргентина          |
| 1986 | Жертвопринесення (Offret)                                            | Андрій Тарковський           | Швеція             |
| 1987 | Покаяння (Monanieba)                                                 | Тенгіз Абуладзе              | СРСР               |
| 1988 | Окремий світ                                                         | Кріс Менгес                  | Велика Британія    |
| 1989 | Ісус з Монреаля                                                      | Дені Аркан                   | Канада             |
| 1990 | У всіх все гаразд (Stanno tutti bene)                                | Джузеппе Торнаторе           | Італія             |
| 1991 | Подвійне життя Вероніки                                              | Кшиштоф Кесльовський         | Польща             |
| 1992 | Викрадач дітей (Il ladro di bambini)                                 | Джанні Амеліо                | Італія             |
| 1993 | Заупокійна молитва по мені                                           | Ален Кавальє                 | Франція            |
| 1994 | Жити (活着 / Huozhe)                                                 | Чжан Їмоу                    | КНР                |
| 1994 | Стомлені сонцем                                                      | Микита Михалков              | Росія              |
| 1995 | Земля і свобода                                                      | Кен Лоуч                     | Велика Британія    |
| 1996 | Таємниці і брехня                                                    | Майк Лі                      | Велика Британія    |
| 1997 | Славне майбутнє                                                      | Атом Егоян                   | Канада             |
| 1998 | Вічність і один день                                                 | Тодорос Ангелопулос          | Греція             |
| 1999 | Все про мою матір (Todo sobre mi madre)                              | Педро Альмодовар             | Іспанія            |
| 2000 | Еврика                                                               | Сіндзі Аояма                 | Японія             |
| 2001 | Кандагар                                                             | Мохсен Махмальбаф            | Іран               |
| 2002 | Людина без минулого (Mies vailla menneisyyttä)                       | Акі Каурісмякі               | Фінляндія          |
| 2003 | О п'ятій пополудні (Panj é asr)                                      | Саміра Махмальбаф            | Іран               |
| 2004 | Щоденники мотоцикліста (Los diarios de motocicleta)                  | Вальтер Саллес               | Аргентина          |
| 2005 | Приховане (Caché)                                                    | Міхаель Ганеке               | Франція            |
| 2006 | Вавилон                                                              | Алехандро Гонсалес Іньярріту | США                |
| 2007 | На краю раю (Auf der anderen Seite)                                  | Фатіх Акін                   | Німеччина          |
| 2008 | Палке кохання                                                        | Атом Егоян                   | Канада             |
| 2009 | У пошуках Еріка                                                      | Кен Лоуч                     | Велика Британія    |
| 2010 | Про людей і богів (Des hommes et des dieux)                          | Ксав'є Бовуа                 | Франція            |
| 2011 | Де б ти не був                                                       | Паоло Соррентіно             | Італія             |
| 2012 | Полювання                                                            | Томас Вінтерберг             | Данія              |
| 2013 | Минуле                                                               | Асгар Фархаді                | Франція            |
| 2014 | Тімбукту                                                             | Абдеррахман Сіссако          | Франція Мавританія |
| 2015 | Моя мама                                                             | Нанні Моретті                | Італія             |
| 2016 | Це всього лиш кінець світу                                           | Ксав'є Долан                 | Канада Франція     |
| 2017 | Сяйво                                                                | Наомі Кавасе                 | Японія Франція     |
| 2018 | Капернаум                                                            | Надін Лабакі                 | Ліван              |
| 2019 | Приховане життя                                                      | Теренс Малік                 | США Німеччина      |

### Берлін (з 1992)
| Рік  | Фільм                                                               | Режисер                   | Країна                                                   |
| ---- | ------------------------------------------------------------------- | ------------------------- | -------------------------------------------------------- |
| 1992 | Нескінченність (Бесконечность)                                      | Марлен Хуцієв             | Росія                                                    |
| 1993 | Страждання юного Вертера                                            | Жак Дуайон                | Франція                                                  |
| 1994 | Сонечко, полети на небо                                             | Кен Лоуч                  | Велика Британія                                          |
| 1995 | Літній сніг (女人四十)                                              | Енн Гуей                  | Гонконг                                                  |
| 1996 | Мрець іде                                                           | Тім Роббінс               | США                                                      |
| 1997 | Нагороду не присуджували                                            |                           |                                                          |
| 1998 | Центральний вокзал (Central do Brasil)                              | Вальтер Саллес            | Бразилія Франція                                         |
| 1998 | Кінотеатр Альказар (короткометражний)                               | Флоренц Жаке              | Франція                                                  |
| 1999 | Це починається сьогодні (Ça commence aujourd'hui)                   | Бертран Таверньє          | Франція                                                  |
| 2000 | Дорога додому (我的父亲母亲)                                        | Чжан Їмоу                 | КНР                                                      |
| 2001 | Італійська для початківців (Italiensk for begyndere)                | Лоне Шерфіґ               | Данія Швеція                                             |
| 2002 | Кривава неділя                                                      | Пол Ґрінґрасс             | Ірландія                                                 |
| 2003 | У цьому світі                                                       | Майкл Вінтерботтом        | Велика Британія                                          |
| 2004 | Прощальний поцілунок                                                | Кен Лоуч                  | Велика Британія                                          |
| 2005 | Софі Шолль — останні дні (Sophie Scholl — Die letzten Tage)         | Марк Ротемунд             | Німеччина                                                |
| 2006 | Ґрбавіца                                                            | Ясміла Жбаніч             | Боснія і Герцеговина                                     |
| 2007 | Весілля Туї (图雅的婚事)                                            | Ван Чуанань               | КНР                                                      |
| 2008 | Я так давно тебе кохаю (Il y a longtemps que je t'aime)             | Філіп Клодель             | Франція                                                  |
| 2009 | Маленький солдат (Lille soldat)                                     | Аннетт К. Олесен          | Данія                                                    |
| 2010 | Мед (Bal)                                                           | Семіх Капланоглу          | Туреччина                                                |
| 2011 | Надер і Симін: Розлучення (جدایی نادر از سیمین)                     | Асгар Фархаді             | Іран                                                     |
| 2012 | Цезар має померти (Cesare deve morire)                              | Паоло та Вітторіо Тавіані | Італія                                                   |
| 2013 | Глорія                                                              | Себастьян Леліо           | Чилі                                                     |
| 2014 | Хресний шлях (Kreuzweg)                                             | Дітріх Брюггеманн         | Німеччина                                                |
| 2015 | Перламутровий ґудзик (El botón de nácar)                            | Патрісіо Гусман           | Чилі                                                     |
| 2016 | Перламутровий ґудзик (El botón de nácar)                            | Патрісіо Гусман           | Чилі Франція Іспанія                                     |
| 2017 | Тіло і душа (Teströl és lélekröl)                                   | Ільдіко Еньєді            | Угорщина                                                 |
| 2018 | Між рядами (In den Gängen)                                          | Томас Стубер              | Німеччина                                                |
| 2019 | Бог існує, її ім'я — Петрунія (Gospod postoim imeto I’ e Petrunija) | Теона Стругар Мітевска    | Північна Македонія, Бельгія, Словенія, Хорватія, Франція |

### Монреаль (з 1979)
| Рік  | Фільм                                                            | Режисер                 | Країна                |
| ---- | ---------------------------------------------------------------- | ----------------------- | --------------------- |
| 1979 | Нічні квіти                                                      | Луїс Сан Андрес         | США                   |
| 1980 | Недільні доньки (Vasárnapi szülök)                               | Янош Рожа               | Угорщина              |
| 1981 | Саллі і свобода (Sally och friheten)                             | Гуннель Ліндблум        | Швеція                |
| 1982 | Почати спочатку (Volver a Empezar)                               | Хосе Луїс Гарсі         | Іспанія               |
| 1983 | Майстри го (未完の対局)                                          | Дзісун Дуан, Дзюня Сато | Японія                |
| 1984 | Вихід Енні                                                       | Джил Брілі              | Австралія             |
| 1985 | Сила зла (Le pouvoir du mal)                                     | Кшиштоф Зануссі         | Франція               |
| 1986 | Маленьке село (Vesničko má středisková)                          | Їржі Менцель            | Чехословаччина        |
| 1987 | Прощавай Москва (Mosca addio)                                    | Мауро Болоньїні         | Італія                |
| 1988 | Салам Бомбей!                                                    | Міра Наір               | Індія                 |
| 1989 | Останні зображення кораблетрощі (Últimas imágenes del naufragio) | Елізео Субіела          | Аргентина Іспанія     |
| 1989 | Моя ліва нога                                                    | Джим Шерідан            | Ірландія              |
| 1990 | Краєвид з жінкою (Zena s krajolikom)                             | Івіца Матич             | Югославія             |
| 1991 | Війна і юність (戦争と青春)                                      | Тадасі Імаі             | Японія                |
| 1992 | Софія                                                            | Анрі Натансен           | Данія                 |
| 1993 | Час гніву (Il lungo silenzio)                                    | Маргарете фон Тротта    | Італія                |
| 1994 | Колись були воїнами                                              | Алан Дафф               | Нова Зеландія         |
| 1995 | Глибока річка (深い河)                                           | Кей Кумаі               | Японія                |
| 1996 | Гамсун                                                           | Ян Труель               | Норвегія Данія Швеція |
| 1997 | Діти небес (بچه‌های آسمان)                                        | Маджид Маджіді          | Іран                  |
| 1998 | Маяк (El faro)                                                   | Едуардо Міньйона        | Аргентина Іспанія     |
| 1999 | Гойя у Бордо (Goya en Burdeos)                                   | Карлос Саура            | Іспанія               |
| 2000 | Алі Зауа (علي زاوا)                                              | Набіл Аюш               | Марокко               |
| 2001 | Залишений (Torzók)                                               | Арпад Шопшич            | Угорщина              |
| 2002 | Останній потяг (El último tren: Corazón de fuego)                | Дієго Арсага            | Уругвай Аргентина     |
| 2003 | Газ Бар Блюз                                                     | Луїс Беланже            | Канада                |
| 2004 | Сирійська наречена (הכלה הסורית)                                 | Еран Рікліс             | Ізраїль               |
| 2005 | Каматакиі                                                        | Клод Ганон              | Канада Японія         |
| 2006 | Довга прогулянка (長い散歩)                                      | Ейдзі Окуда             | Японія                |
| 2007 | Бен Ікс                                                          | Нік Бальтазар           | Бельгія Нідерланди    |
| 2008 | Вовк (Varg)                                                      | Деніель Алфредсон       | Швеція                |
| 2009 | Перемир'я (Waffenstillstand)                                     | Ланселот фон Нацо       | Німеччина             |
| 2010 | Кисень (Adem)                                                    | Ганс Ван Нуффель        | Бельгія               |
| 2011 | Девід                                                            | Джоель Фендельман       | США                   |
| 2012 | Кінець медового місяця (Ende der Schonzeit)                      | Франциска Шлоттерер     | Німеччина             |
| 2013 | Бажання жити (Chce się żyć)                                      | Мацей Пепшица           | Польща                |
| 2014 | Ностальгія мису (ふしぎな岬の物語)                               | Ізуру Нарусіма          | Японія                |
| 2015 | Опівнічний оркестр (L'orchestre de minuit)                       | Жером Коен-Олівар       | Марокко               |

### Локарно (з 1973)
| Рік  | Фільм                                                        | Режисер                                      | Країна                    |
| ---- | ------------------------------------------------------------ | -------------------------------------------- | ------------------------- |
| 1973 | Ілюмінація (Iluminacja)                                      | Кшиштоф Зануссі                              | Польща                    |
| 1974 | Вулиця Пожежних, 25 (Tüzolto Utca 25)                        | Іштван Сабо                                  | Угорщина                  |
| 1974 | 27-й експрес                                                 | Автар Крішна Каул                            | Індія                     |
| 1975 | Noua                                                         | Абделазіз Толбі                              | Алжир                     |
| 1976 | Врожай: 3000 років (Mirt Sost Shi Amit)                      | Гаїль Геріма                                 | Ефіопія                   |
| 1977 | Гість: епізод з життя Єжена Маре                             | Росс Девеніш                                 | ПАР                       |
| 1978 | Робота                                                       | Сулейман СІссе                               | Малі                      |
| 1979 | Маленькі втікачі                                             | Ів Ерсін                                     | Швейцарія                 |
| 1980 | На лікування (Opname)                                        | Марія Кок, Ерік ван Зуйлен                   | Нідерланди                |
| 1981 | Чакра (चक्र)                                                  | Рабіндра Дхармарадж                          | Індія                     |
| 1982 | Залишившись без нової адреси                                 | Жаклін Вев                                   | Франція                   |
| 1983 | Планета Кравець (Planeta krawiec)                            | Єжи Домарадський                             | Польща                    |
| 1984 | Трилогія Теренса Девіса                                      | Теренс Девіс                                 | Велика Британія           |
| 1984 | Tiznao                                                       | Сальвадор Боне, Домінік Кассуто де Боне      | Венесуела                 |
| 1985 | Гірські вогні (Höhenfeuer)                                   | ФредІ М. Мюрер                               | Швейцарія                 |
| 1986 | Ягня                                                         | Колін Грегг                                  | Велика Британія           |
| 1987 | З любов'ю до сусіда                                          | Браян Маккензі                               | Австралія                 |
| 1988 | Сімейний перегляд                                            | Атом Егоян                                   | Канада                    |
| 1989 | Чому Бодхідхарма пішов на Схід? (달마가 동쪽으로 간 까닭은?) | Ён Гюн Пе                                    | Південна Корея            |
| 1990 | Hush-a-Bye Baby                                              | Марго Харкін                                 | Велика Британія           |
| 1991 | Хмара-рай                                                    | Микола Досталь                               | СРСР                      |
| 1992 | Сімейний портрет (四十不惑)                                  | Лі Шаохун                                    | КНР                       |
| 1993 | Бхаджи на пляжі (भाजी ऑन द बीच)                                 | Гуриндер Чадха                               | Велика Британія           |
| 1994 | Ermo (二嫫)                                                  | Чжоу Сяован                                  | КНР                       |
| 1995 | Sept En Attente                                              | Франсуаза Этшегарей                          | Франція                   |
| 1996 | Мед і попіл (Miel et cendres)                                | Надія Фарес                                  | Швейцарія Туніс           |
| 1997 | Дивний чужинець (Gadjo dilo)                                 | Тоні Ґатліф                                  | Франція                   |
| 1998 | Місто Титанік                                                | Роджер Мішелл                                | Велика Британія           |
| 1999 | Життя мене не лякає (La vie ne me fait pas peur)             | Ноемі Львовскі                               | Франція                   |
| 2000 | Батько (爸爸)                                                | Ван Шо                                       | КНР                       |
| 2001 | L'Afrance                                                    | Ален Гоміс                                   | Франція Сенегал           |
| 2001 | Обіцянки (спеціальний приз)                                  | Карлос Боладо, Б.З. Голдберг, Джастін Шапіро | США                       |
| 2002 | Клітка (La cage)                                             | Ален Рауст                                   | Франція                   |
| 2003 | Тихі води (خاموش پانی)                                       | Сабіха Сумар                                 | Пакистан                  |
| 2004 | Ясмін                                                        | Кеннет Гленаан                               | Німеччина Велика Британія |
| 2005 | Обітниця (La Neuvaine)                                       | Бернар Эмон                                  | Канада                    |
| 2006 | Вода (Agua)                                                  | Вероніка Чен                                 | Аргентина Франція         |
| 2007 | Жовтий будинок (La maison jaune)                             | Амор Хаккар                                  | Алжир Франція             |
| 2008 | Чорне море (Mar nero)                                        | Федеріко Бонді                               | Італія                    |
| 2009 | Академия Платона (Ακαδημία Πλάτωνος)                         | Филлипос Цитос                               | Греція                    |
| 2010 | Уранці                                                       | Маріан Крісан                                | Румунія                   |
| 2011 | Спецрейс (Vol spécial)                                       | Фернан Мелгар                                | Швейцарія                 |
| 2012 | Естонка в Парижі (Une Estonienne à Paris)                    | Ільмар Рааґ                                  | Франція Бельгія Естонія   |
| 2013 | Короткий термін 12                                           | Дестін Деніел Креттон                        | США                       |
| 2014 | Дурень                                                       | Юрій Биков                                   | Росія                     |
| 2015 | Рай (ما, در بهشت)                                            | Sina Ataeian Dena                            | Іран                      |

### Карлові Вари (з 1994)
| Рік  | Фільм                                      | Режисер               | Країна             |
| ---- | ------------------------------------------ | --------------------- | ------------------ |
| 1994 | Долоні                                     | Артур Арістакісян     | Росія              |
| 1995 | Сад (Záhrada)                              | Мартін Шулік          | Словаччина Франція |
| 1996 | Кавказький полонений                       | Сергій Бодров         | Росія Казахстан    |
| 1997 | Забуте світло (Zapomenuté světlo)          | Владімір Міхалек      | Чехія              |
| 1998 | Комедіанти-музиканти (Comedian Harmonists) | Йозеф Вільсмайєр      | Німеччина          |
| 1999 | Розумна людина                             | Гевін Гуд             | ПАР                |
| 2000 | Велика тварина (Duże zwierzę)              | Єжи Штур              | Польща             |
| 2001 | Чіко                                       | Едуардо Рожа Флорес   | Угорщина           |
| 2002 | Тиша                                       | Міхал Роза            | Польща             |
| 2003 | Бабуся                                     | Лідія Боброва         | Росія              |
| 2004 | Печерний мешканець                         | Ліза Холоденко        | США                |
| 2005 | Китаїст (Kinamand or 中国先生)             | Генрік Рубен Генц     | Данія КНР          |
| 2006 | Людина, яка прийшла до села (El destino)   | Мігель Перейра        | Аргентина          |
| 2007 | Прості речі                                | Олексій Попогребський | Росія              |
| 2008 | Фотограф                                   | Нан Ачнас             | Індонезія          |
| 2009 | Двадцять (بیست)                            | Абдолреза Кагані      | Іран               |
| 2010 | Інше небо                                  | Дмитро Мамулія        | Росія              |
| 2011 | Непомітна (Die Unsichtbare)                | Крістіан Швогов       | Німеччина          |
| 2012 | Вантажівка                                 | Рафаель Уелле         | Канада             |
| 2013 | Співочий птах                              | Ленс Едмандс          | США                |
| 2014 | Кукурудзяний острів (სიმინდის კუნძული)     | Георгі Овашвілі       | Грузія             |
| 2015 | Боб та дерева (Bob and the Trees)          | Дієго Онґаро          | США Франція        |